# ギーセン植物園
ギーセン植物園（ギーセンしょくぶつえん、ドイツ語:Botanischer Garten Gießen、またはユストゥス・リービッヒ大学植物園）は、ドイツ・ヘッセン州ギーセンにある植物園である。1609年に設立され、ドイツで大学の医学教育のために作られた植物園（薬草園）としてはライプチヒ大学（1580年）、ハイデルベルク大学 (1597年)に次ぐものであり、それらの植物園がその後移転などをしたため、設立された場所に現存する植物園としては、ドイツ最古の植物園である。

## 歴史
1607年にヘッセン＝ダルムシュタット方伯、ルートヴィヒ5世がプロテスタントの大学、マールブルク大学に対抗してギーセン大学を設立した時に、宮殿の一部を寄付して作られた。ギーセン大学の解剖学、植物学の教授に任じられたルートヴィヒ・ユンガーマンが1,200m2の広さの薬草園を作った。三十年戦争で植物園は破壊を受けるが1699年に霜に弱い植物のための避寒室があったことが記録にのこされており、1720年に最初の温室が建てられた。173年までには薬草栽培の薬草園から植物園としての機能を果たすようになった。1802年に林学者のヴァルター（Friedrich Ludwig Walther）によって、隣接して樹木園が作られた。ギーセンの街の城壁が取り壊されると、跡地は植物園に統合され、現在の植物園の面積となった。1825年に樹木園が移転しAkademischer Forstgarten Gießenとなった後も多くの樹木が植物園の一部として残された。1891年に植物園は分類学的な配置に整備され、1900年代はじめに、熱帯植物の栽培設備が建設されたが、これは第二次世界大戦で破壊され、植物園も被害を受けたが戦後、デンファー（Dietrich von Denffer）らによって再建された。
ギーセン植物園で活動した植物学者にはヴィルブランド（Johann Bernhard Wilbrand）、アレクサンダー・ブラウン(（Alexander Brown） 、ヘルマン・ホフマン（Hermann Hoffmann）らがいる。

## 植物園の画像

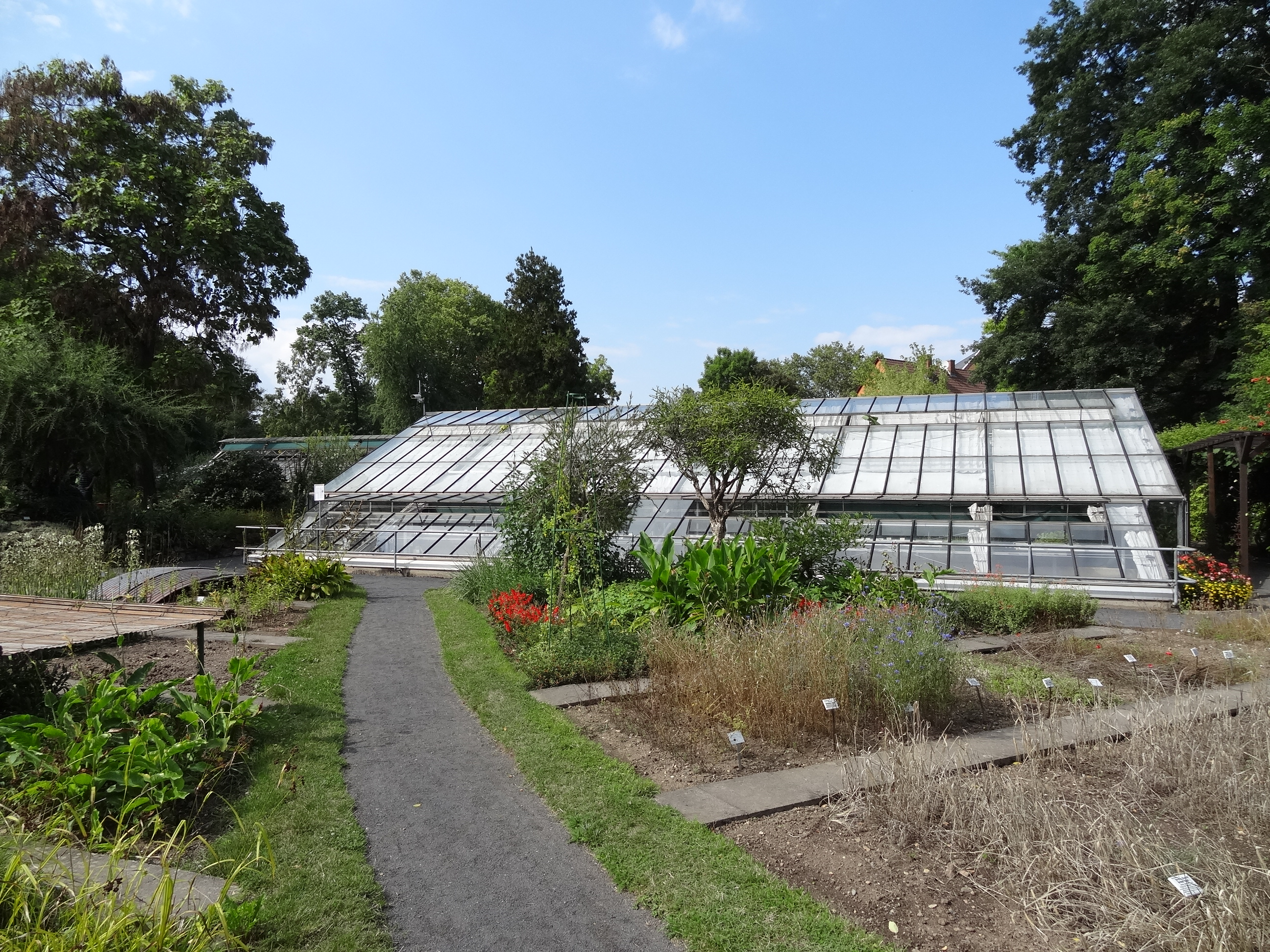
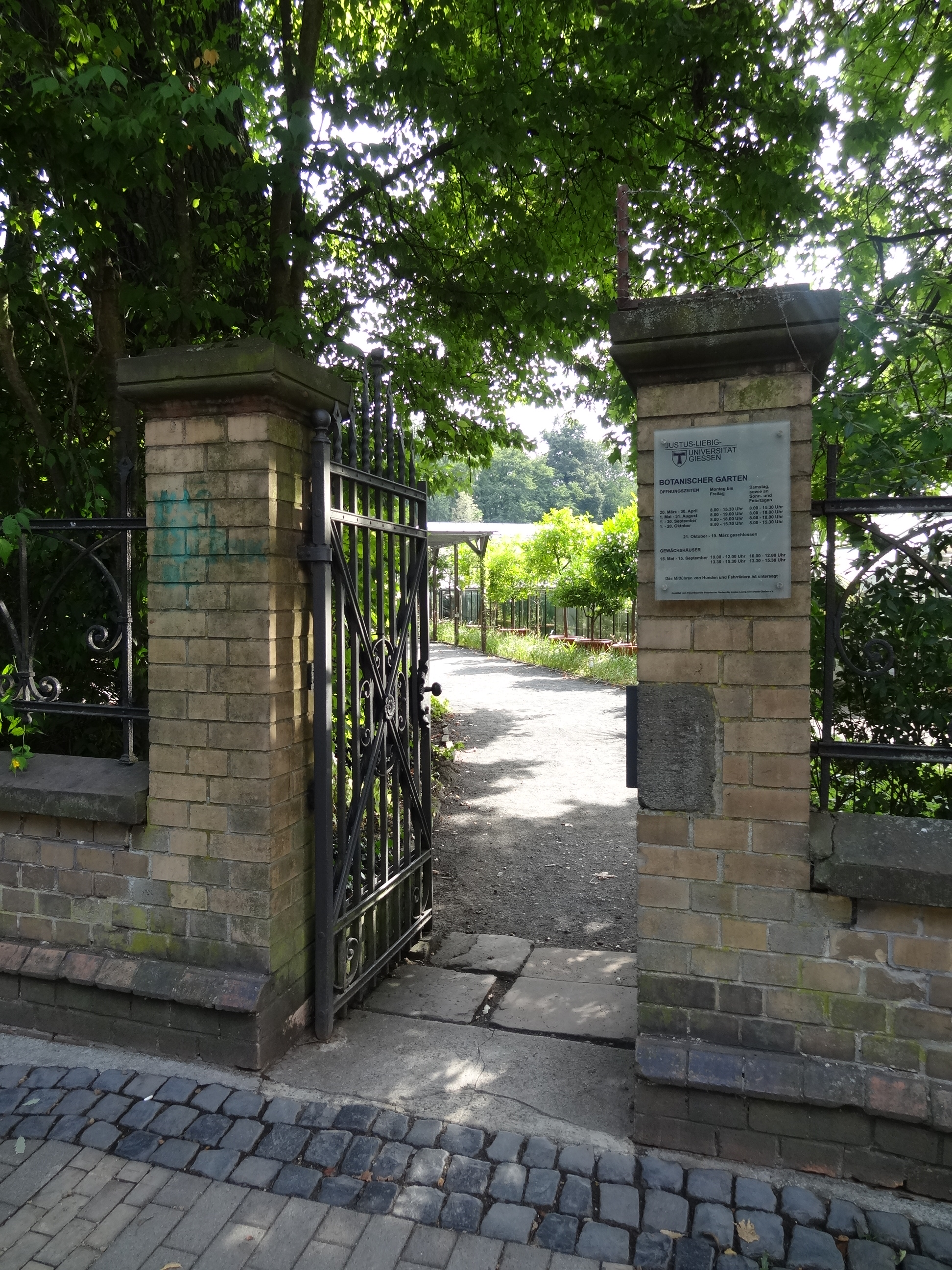
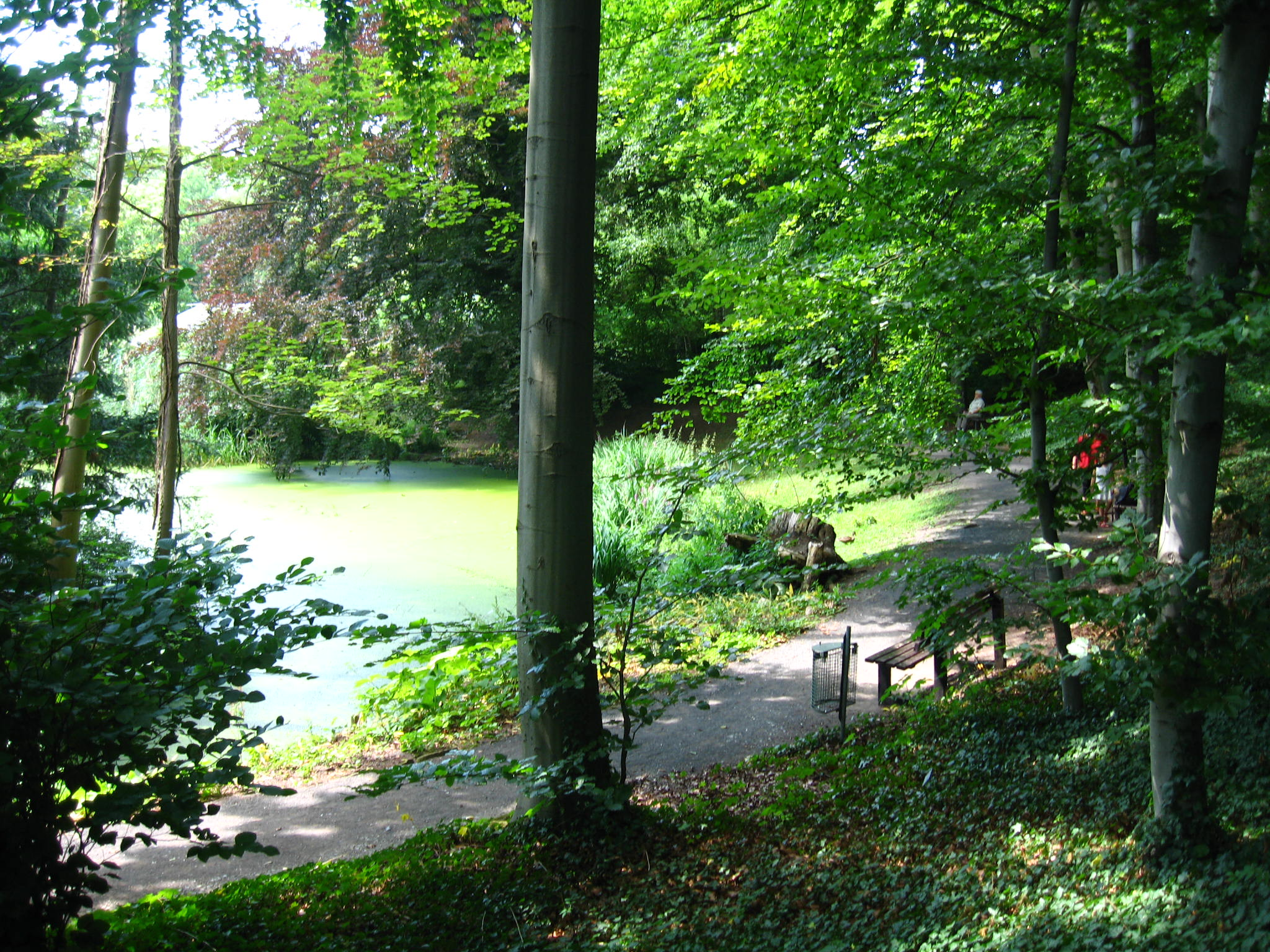
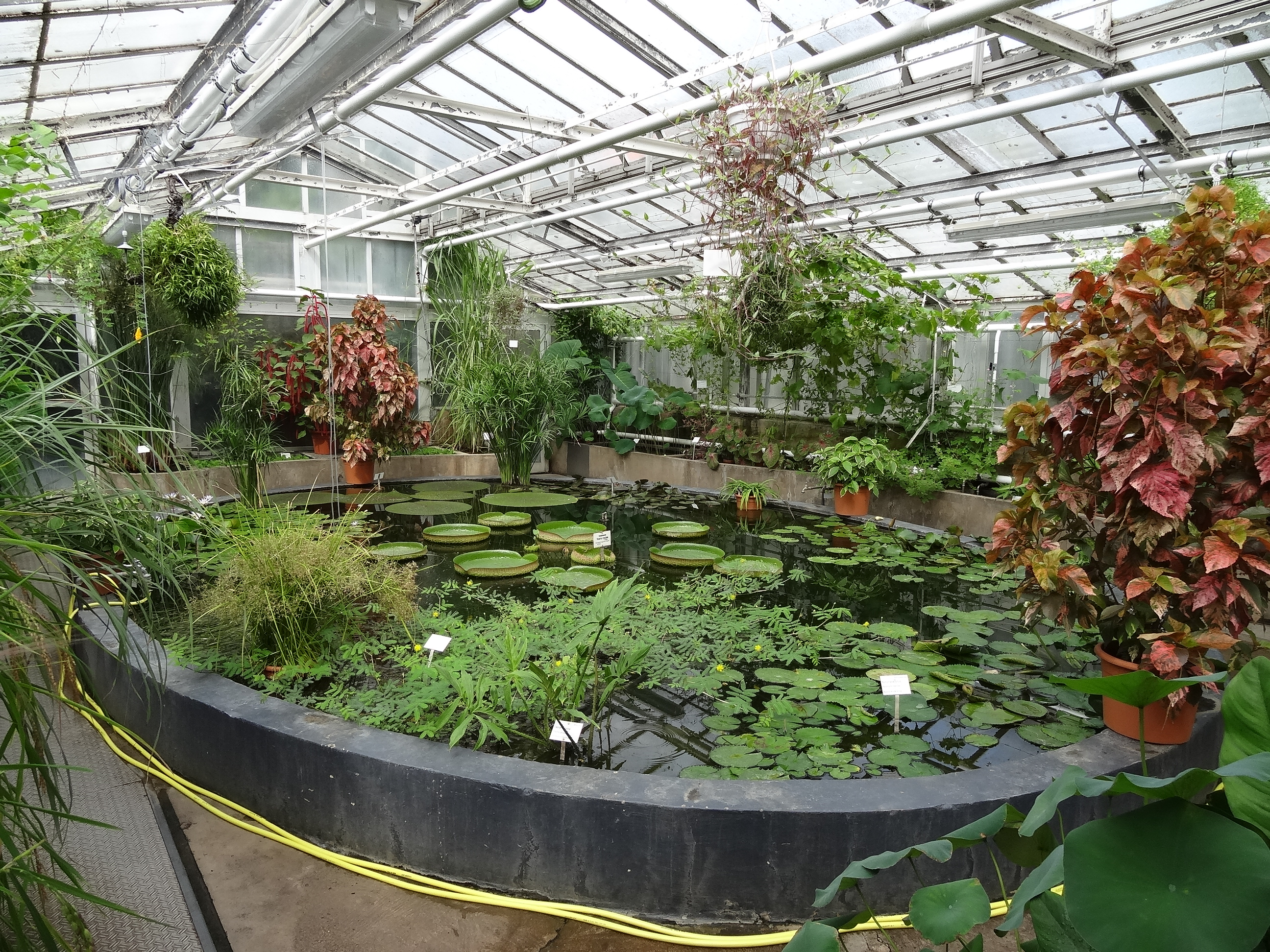
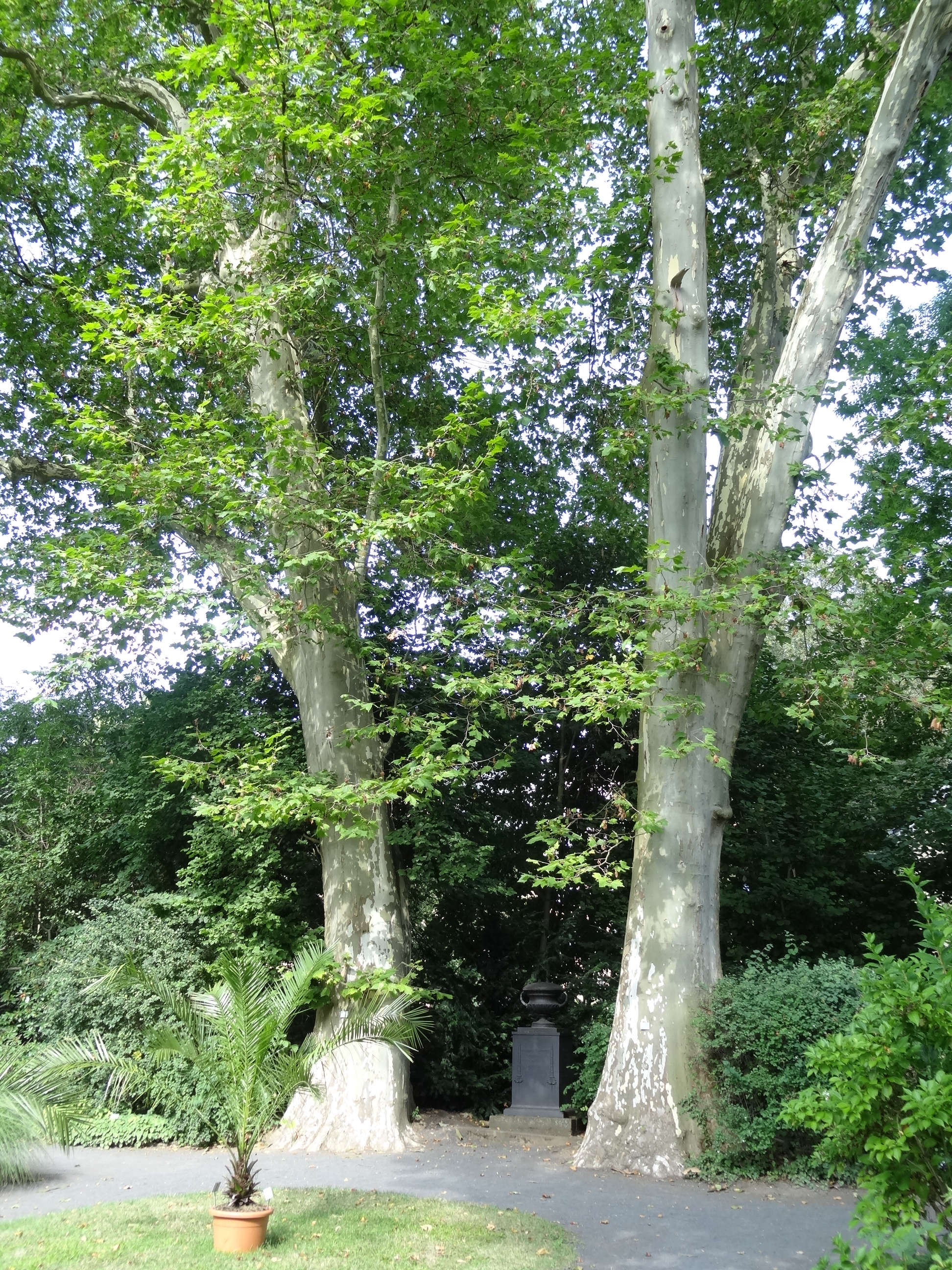